# Dura apalochroa
Dura apalochroa är en fjärilsart som beskrevs av Collenette 1930. Dura apalochroa ingår i släktet Dura och familjen tofsspinnare. Inga underarter finns listade i Catalogue of Life.